# Подпочва

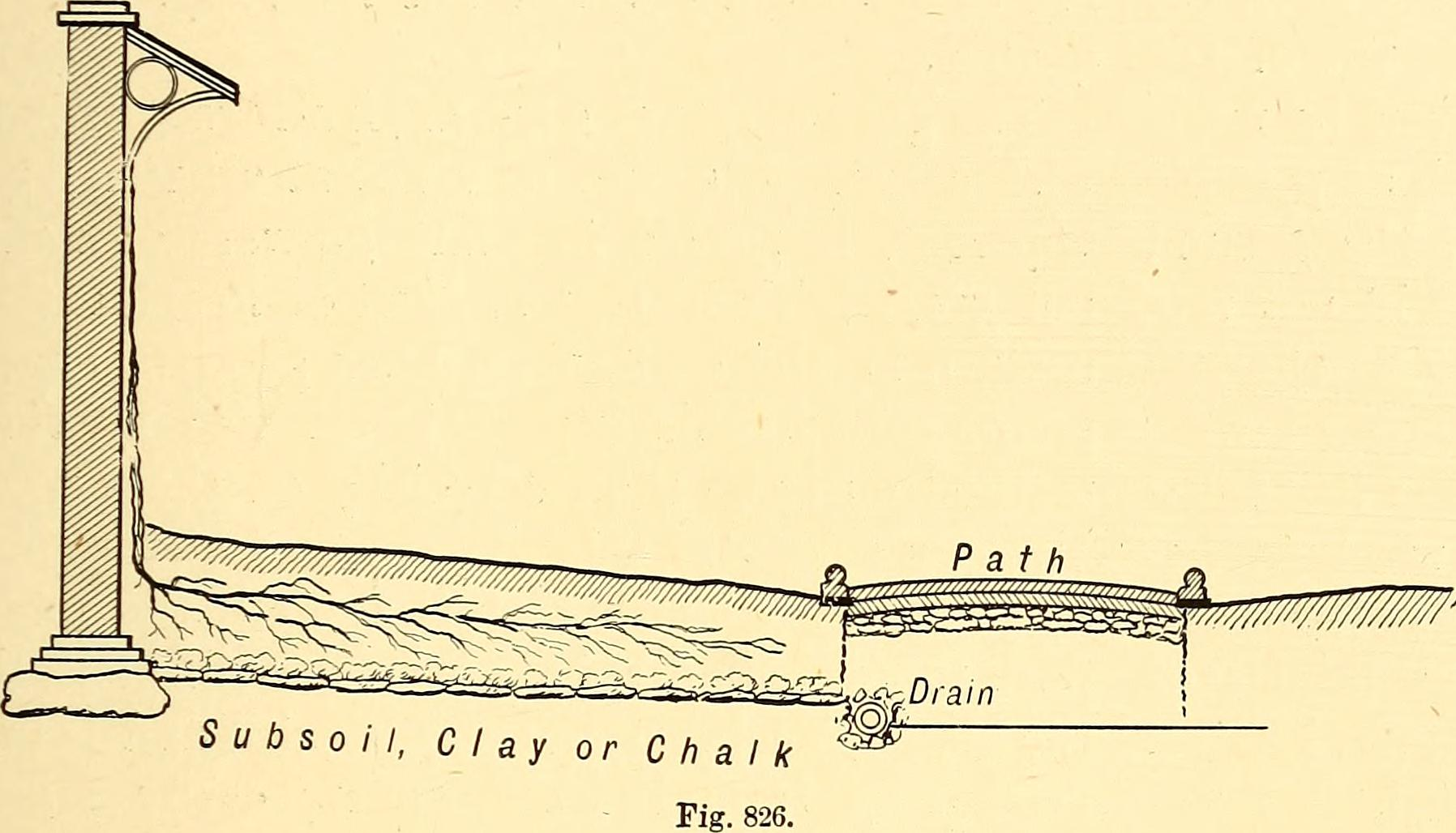
Подпочва

Подпочва (англ. subsoil) — слой земной коры, лежащий ниже Почвы. Не подвергается воздействию почвообразователей, материнская или почвообразующая порода. Содержит небольшое количество солей и чернозёма.
Это почвенный горизонт «С» (материнская порода), то «на чём» или «из чего» образовалась почва.

## Описание
Зона раздробленных и часто разложенных остаточных продуктов выветривания горных пород в основании почвенного слоя
Обычно представлена: песками, глинами, суглинками и супесями, а также скальными грунтами.
Организмы, которые делают верхний слой почвы богатым органическими веществами, проводят мало времени в подпочвенном слое.
Удаление слоя почвы значительно увеличивает скорость эрозии подпочвы.